# Fontanella, Lombardiet
Fontanella är en ort och kommun i provinsen Bergamo i regionen Lombardiet i Italien. Kommunen hade 4 492 invånare (2018).